# سلجوقیان در دوبروجا

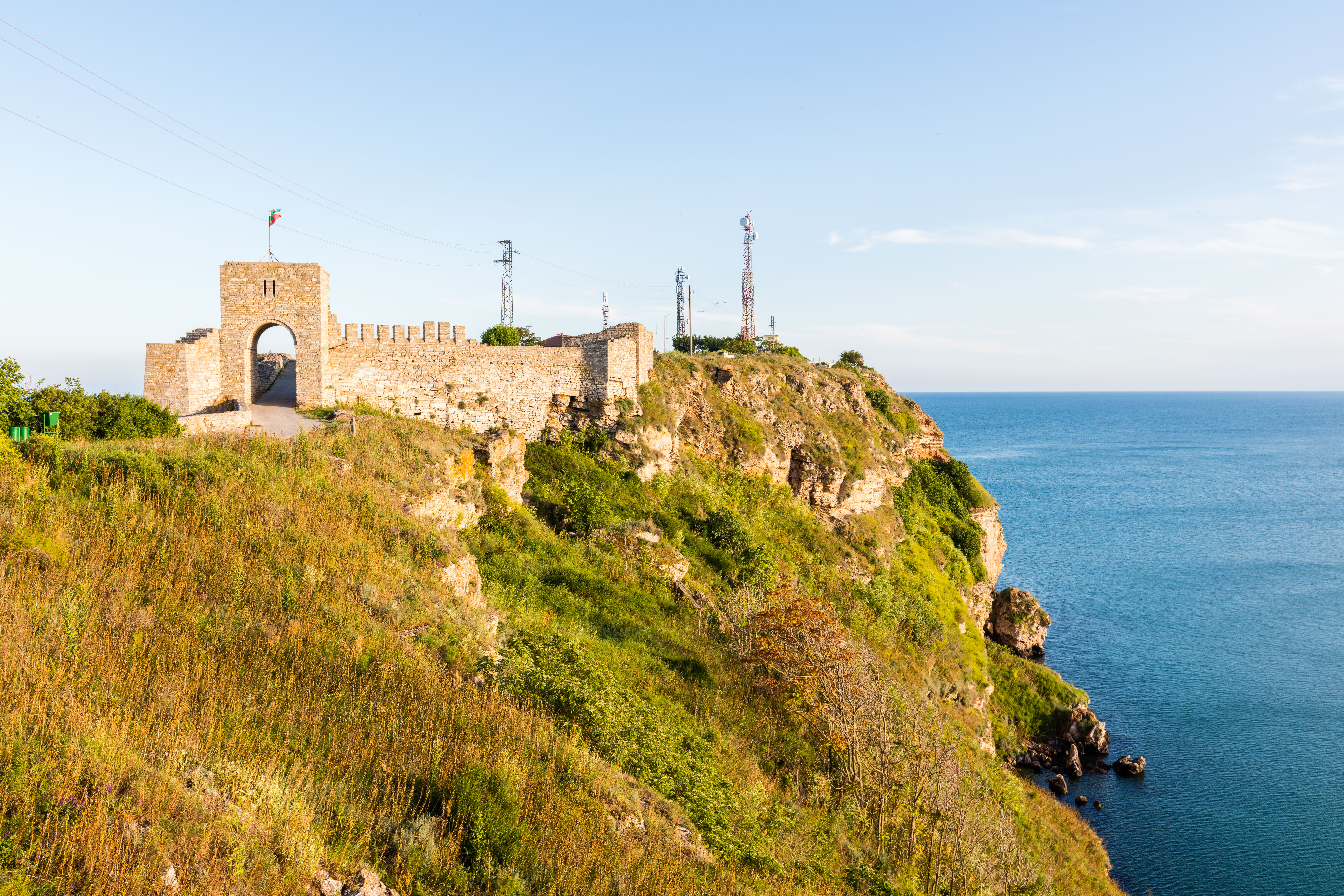
قلعه کالیاکرا در دوبروجا

سلجوقیان در دوبروجا (Seljuks in Dobruja) به تُرک‌های سلجوقی اشاره دارد که در قرن سیزدهم در دوبروجا، که اکنون بخشی از بلغارستان و رومانی است ساکن شده‌اند.

## زمینه

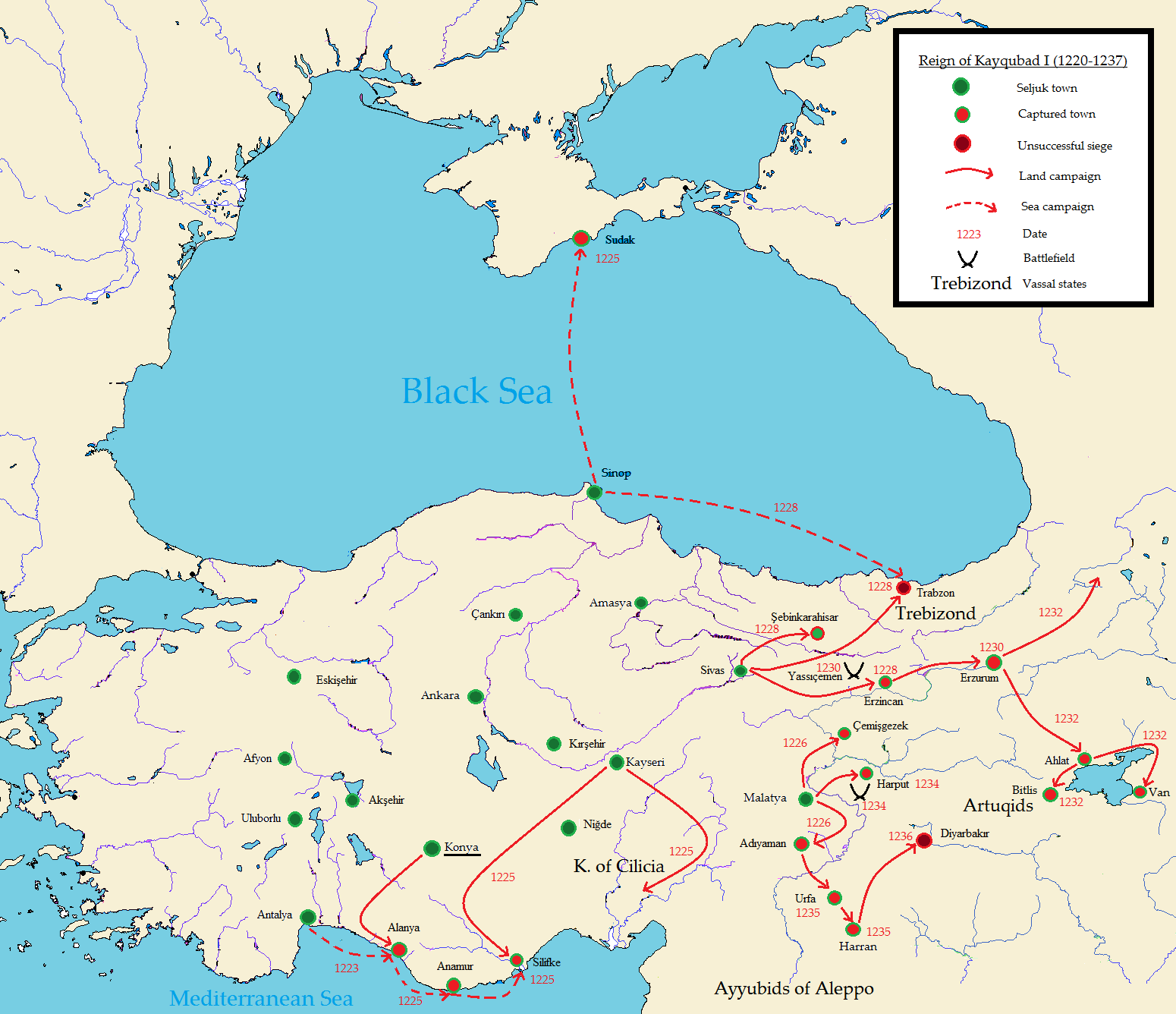
سلطنت سلجوقیان روم در زمان سلطان علاءالدین کیقباد به سمت شرق گسترش یافت.

ترکان سلجوقی در آناتولی (بیشتر ترکیه امروزی) در نبرد کوسه‌داغ از مغولان شکست خوردند. در طول بقیه قرن، آنها کم و بیش دست‌نشاندگان امپراتوری مغول بودند. در سال ۱۲۵۷، مغول‌ها سرزمین‌های سلجوقی را بین دو برادر سلجوقی، کیکاووس دوم و قلیج ارسلان چهارم تقسیم کردند. علاوه بر این، کیکاووس دوم مجبور شد مطیع برادر کوچکتر خود باشد، اگرچه وی تلاش کرد به مبارزه ادامه دهد، اما در سال ۱۲۶۲ مجبور شد از آنتالیا که یک بندر در قلمرو سلجوقی بود، به همراه یک گروه پارتیزانی بزرگ به قلمرو بیزانس بگریزد.

## اسکان در دوبروجا

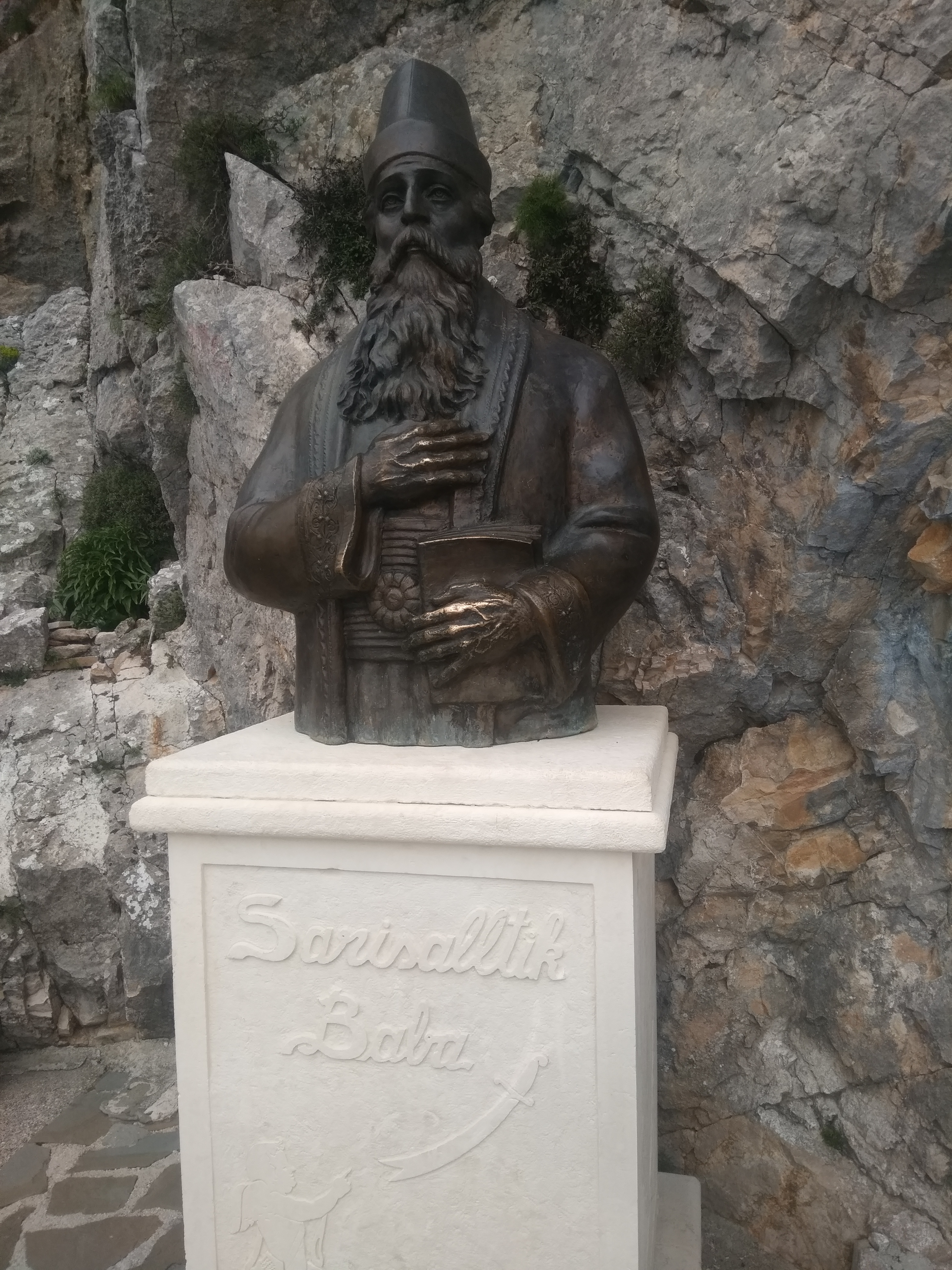
تندیس صاری سالتیق

امپراتور بیزانس میخائیل هشتم، که تازه قسطنطنیه (استانبول امروزی) را از امپراتوری لاتین پس گرفته بود، از خویشاوندان عزالدین کیکاووس بود. با این حال، او با مغولان بغداد (که به زودی ایلخانان خوانده می‌شوند) متحد شده بود و به جای حمایت از عزالدین، به او پناه داد و جنگجویان وی را در منطقه بین وارنا در بلغارستان و خور دانوب مستقر کرد، منطقه‌ای که بعداً به نام دوبروجا (ترکی: Dobruca) نامگذاری شد. بعد از یک شورش ناموفق در امپراتوری بیزانس، عزالدین کیکاووس به کریمه، که تحت حکومت گروه ترکان اردوی زرین بود، گریخت. اما پیروان او در منطقه‌ای که به آنها اختصاص داده شده بود ماندند. رهبر جدید آنها صاری سالتیق بود که مقبره وی در باباداغ، رومانی امروزی است.